# ماروك (فلم)
ماروك فيلم مغربي إنتاج 2005 للمخرجة ليلى مراكشي في أول تجربة إخراجية لها، الفيلم الذي خلق جدلاً كبيراً في الأوساط السينمائية المغربية يتناول التسامح الاجتماعي الذي تحظى به الجالية اليهودية المغربية الأكبر في دولة عربية وتعايشها مع باقي الأديان السائدة في المغرب كالإسلام، بقصة أصدقاء من الطبقة الميسورة في حي آنفا الراقي بمدينة الدار البيضاء يدرسون معا رغم اختلاف عرقهم (يهود - عرب) يسهرون معا يسوقون السيارات الفارهة معا دون تمييز عنصري، ولكن حن تغرم غيثا المسلمة (تلعب دورها مرجانة العلوي) بيوري اليهودي (يلعب دوره ماثيو بوجناح)، تطفو على السطح مشاكل عدم قبول التعايش مع إنسان من دين مختلف فأصدقاء يوري رفضوا ذلك، وأسرة غيثا أيضا التي تلقت النقد من أخيها الملتزم الذي يعيش في لندن ماو (يلعب دوره أسعد بواب)، فتطلب غيثا من يوري حلا مستحيل التحقيق لوضعهما وهو اعتناقه الإسلام الأمر الذي تناساه وتوفي إثر حادثة سير وهو مخمور لتننتهي العلاقة بينهما، الفيلم إضافة لمشاكل التعايش بين لنا مظهرا آخر لمدينة الدار البيضاء بعيدا عن الأحياء الشعبية ومساكن المهمشين حيث اقتحم الأحياء الميسورة للمدينة التي يعيش ساكنتها في فيلات فخمة حياة البذخ والعيش وفق نمط غربي بعيد كل البعد عن العادات الإسلامية لبلد إسلامي كالمغرب. وقد استغرق تصوير الفيلم 6 أسابيع بطاقم شاب يخوض غمار فيلم سينمائي لأول مرة.
ماروك يعتبر واحدا من فيليمن عربيين أدرجا ضمن المسابقة الرسمية لمهرجان كان سنة 2005.

## البطاقة التقنية
- العنوان : Marock
- الإخراج : ليلى مراكشي
- سيناريو : ليلى مراكشي
- الإنتاج : ستفاني كاريراس وادلين اوكاليي
- الموسيقى : شارل هنريدي بييرفو وماتيو دوجلاي
- التصوير : ماكسيم الكسندر
- مساعد إخراج : علي الشرقاوي
- المزنتاج : باسكال فونويي
- الديكور : جان مارك تران تا با
- الازياء : ايما بلوك وهلين بيسيتيل وكليمونتين جويا
- بلد الاصل : المغرب
- النوعية : الالوان - 2,35:1 - دولبي ديجيتال - 35mm
- النوع : الكوميديا السوداء، رومانسية
- المدة : 105 دقيقة
- أول عرض : 20 ماي 2005 (مهرجان كان), 15 فبراير 2006 (فرنسا), 22 فبراير 2006 (بلجيكا), 10 ماي 2006 (المغرب)

## وصلات خارجية
- مقالات تستعمل روابط فنية بلا صلة مع ويكي بيانات

1. ↑  "معلومات عن ماروك (فيلم) على موقع port.hu". port.hu. مؤرشف من الأصل في 2019-12-12.
2. ↑  "معلومات عن ماروك (فيلم) على موقع rottentomatoes.com". rottentomatoes.com. مؤرشف من الأصل في 2017-12-23.
3. ↑  "معلومات عن ماروك (فيلم) على موقع cnc.fr". cnc.fr. مؤرشف من الأصل في 2020-08-28.